# 阿巴泰焦
阿巴泰焦（義大利語：Abbateggio），是意大利佩斯卡拉省的一个市镇。总面积15.71平方公里，人口441人，人口密度28.1人/平方公里（2009年）。ISTAT代码为068001。